# Eremias intermedia
Eremias intermedia es una especie de lagarto del género Eremias, familia Lacertidae, orden Squamata. Fue descrita científicamente por Strauch en 1876.

## Descripción
La longitud hocico-respiradero es de 55 milímetros y presenta un peso de 4,0 gramos.

## Distribución
Se distribuye por Kazajistán, Turkmenistán, Uzbekistán, Tayikistán, Irán y Kirguistán.